# H-13 Przemko
H-13 „Przemko” – polski uniwersalny holownik projektu B860 służący w 8 Flotylli Okrętów Marynarki Wojennej, zaprojektowany w Polsce i zbudowany w stoczni Remontowa Shipbuilding w Gdańsku jako ostatnia jednostka z serii sześciu zamówionych przez Inspektorat Uzbrojenia MON.

## Budowa i służba
17 grudnia 2020 na terenie stoczni Remontowa Shipbuilding S.A. uroczyście zwodowano oraz ochrzczono holownik H-13 Przemko. Matką chrzestną jednostki została Kamilla Jelonek – Dyrektor Szkoły Podstawowej Nr 1 im. Marynarki Wojennej RP w Świnoujściu. 26 kwietnia 2021 holownik rozpoczął próby morskie. 24 maja 2021 roku holownik został przekazany odbiorcy. 26 czerwca 2021 na holowniku H-13 Przemko podniesiono banderę jednostek pomocniczych MW. Okręt wszedł do służby w 8 Flotylli Obrony Wybrzeża, w 12 Wolińskim Dywizjonie Trałowców. Pierwszym dowódcą H-13 został kpt. mar. Maciej Kierski.

## Dane taktyczno – techniczne
Holownik posiada 29,2 m długości i szerokość wynoszącą 10,4 m. Wyporność holowników jest szacowana na 490 ton, uciąg jest szacowany na ponad 35 ton. Jednostkę napędzają dwa silniki wysokoprężne, każdy o mocy 1200 kW, pracujące na dwa pędniki azymutalne. Załoga holownika liczy 10 ludzi. Holownik nie będzie prowadził działań wyłącznie holowniczych w strukturach sił Marynarki Wojennej. Inne zadania to: podejmowania z wody materiałów niebezpiecznych i torped, transport osób i zaopatrzenia oraz neutralizacja zanieczyszczeń. Dodatkowo: przy wsparciu akcji ratowniczych, wsparciu logistycznym na morzu i w portach oraz wykonywaniu działań związanych z ewakuacją techniczną. Ostatnim z wykonywanych przez holowników zadań jest zabezpieczenie bojowe.